# 福建省统计局
福建省统计局是中华人民共和国福建省人民政府主管统计和国民经济核算工作的直属机构。1953年1月成立，曾并入福建省计划委员会。

## 组织机构

### 内设机构
- 办公室（财务处）
- 统计执法监督局
- 统计设计管理处
- 综合统计处
- 国民经济核算处
- 工业交通统计处
- 能源统计处
- 固定资产投资统计处
- 贸易外经统计处
- 人口和就业统计处
- 社会和科技统计处
- 农村统计处
- 服务业统计处
- 人事处
- 机关党委[2]

### 直属事业单位
- 福建省统计局普查中心
- 中国粮食及农业统计中心福州分中心
- 福建省统计局数据管理中心
- 福建省统计信息服务中心（福建省社情民意调查中心）
- 福建省统计科学研究所（中国信息报福建记者站）
- 福建省企业信息中心[2]